# 項復
項復，浙江餘姚人，明朝政治人物、進士出身。
洪武十八年，登進士，官至承勅郎。